# Mozilla Corporation
Mozilla Corporation (forkortet MoCo) er et 100 % ejet datterselskab til Mozilla Foundation som koordinerer og integrerer udviklingen af internet-relaterede applikationer såsom Mozilla Firefox og SeaMonkey webbrowsere og Mozilla Thunderbird e-mailklienten gennem et globalt fællesskab af open sourceudviklere, hvoraf nogle er ansat af virksomheden selv. Virksomheden distribuerer og promoverer også disse produkter. I modsætning til den almennyttige organisation Mozilla Foundation og Mozilla fri software fællesskabet så er Mozilla Corporation skattepligtig. Mozilla Corporation geninvesterer nogle eller alle overskud i Mozilla-projekter. Mozilla Corporations erklærede mål er at arbejde for Mozilla Foundations almennyttige mål om valgfrihed og innovation på internettet.

En MozillaZine artikel forklarer:
The Mozilla Foundation will ultimately control the activities of the Mozilla Corporation and will retain its 100 percent ownership of the new subsidiary. Any profits made by the Mozilla Corporation will be invested back into the Mozilla project. There will be no shareholders, no stock options will be issued and no dividends will be paid. The Mozilla Corporation will not be floating on the stock market and it will be impossible for any company to take over or buy a stake in the subsidiary. The Mozilla Foundation will continue to own the Mozilla trademarks and other intellectual property and will license them to the Mozilla Corporation. The Foundation will also continue to govern the source code repository and control who is allowed to check in.

## Historie
Mozilla Corporation blev etableret 3. august 2005 for at håndtere Mozilla Foundations indtægtsgivende operationer. Som et almennyttigt selskab havde Mozilla Foundation begrænsede muligheder for typen af og størrelsen af indtægterne. Efter etableringen overtog Mozilla Corporation flere områder fra Mozilla Foundation inklusive koordinering og integration af udviklingen af Firefox og Thunderbird og forretningsforbindelserne til øvrige virksomheder.
I 2006 havde Mozilla Corporation en omsætning på 66,8 mio. US $ og udgifter på 19,8 mio. 85 % af indtægterne kom fra Google for at gøre [Google] til browserens foretrukne søgemaskine og gennem klik og reklamer placeret på søgemaskinens webside."
I 2011 blev en ny aftale med google underskrevet, den varer tre år indtil november 2014. I denne aftale modtager Mozilla Corporation 300 mio. US $ årligt.